# Jane Yolen
Jane Yolen (11 de fevereiro de 1939) é uma prolífica escritora e editora estadunidense, com obras de folclore, fantasia, ficção científica e literatura infantil. Escreveu o conto Sister Emily's Lightship, vencedor do Nebula Award e a noveleta "Lost Girls", bem como Owl Moon e The Emperor and the Kite, vencedores da Caldecott Medal, a série Commander Toad e How Do Dinosaurs Say Goodnight.

## Obras diversas
- Trust a City Kid (1966)
- The Bird of Time (ilustrado por Mercer Mayer) (1971)
- The Gift of Sarah Barker (1981)
- Children of the Wolf (1984)
- The Stone Silenus (1984)
- Sister Light,  Sister Dark (1988)
- White Jenna (1989)
- The Dragon's Boy (1990)
- Sister Light, Sister Dark (1990, indicado ao Nebula Award)
- Greyling (1991, livro ilustrado)
- White Jenna (1991, indicado ao Nebula Award)
- Briar Rose (1992, Mythopoeic Fantasy Award for Adult Literature)
- Wizard's Hall (1991)
- The One Armed Queen (1998)
- Armageddon Summer (1998, com Bruce Coville, "ALA Best Book for Young Adults", "ALA Quick Pick for Reluctant Young Adult Readers")
- Queen's Own Fool (2000, com Robert J. Harris)
- White as Snow (The Fairy Tales Series) (2001)
- Girl in a Cage (2002, com Robert J. Harris)
- Sword of the Rightful King (2003, ALA Best Books 2004, ALA Best Books for Young Adults 2004, ALA Top 10 Fantasy Books for Youth 2004)
- Prince Across the Water (2004, com Robert J. Harris)
- The Young Merlin Trilogy: Passager, Hobby, and Merlin (2004)
- Pay the Piper: a rock and roll fairy tale (2005, com Adam Stemple)

### Coletânea de folclore editada por Jane Yolen
- Favorite Folktales From Around the World (vencedor do World Fantasy Award)